# Graham Arnold
Graham Arnold (ur. 3 sierpnia 1963 w Sydney) – australijski trener i piłkarz. W czasie kariery piłkarskiej grał na pozycji napastnika. W maju 2025 został trenerem reprezentacji Iraku.

## Kariera klubowa
Graham Arnold swoją karierę piłkarską rozpoczął w klubie Sutherland. W 1980 roku przeszedł do klubu Canterbury-Marrickville, który grał w I lidze stanu Nowa Południowa Walia i był to początek jego profesjonalnej kariery. W 1982 roku przeszedł do Sydney United, który występował w National Soccer League. W klubie z Sydney występował do 1990 roku i zdobył z nim Mistrzostwo Australii 1990 i Puchar Australii w 1987 roku. Indywidualnie najlepszym sezonem w wykonaniu Arnolda był 1986, w którym został królem strzelców oraz dostał wraz z Bobbym Russellem uhonorowany tytułem Piłkarza roku.
W 1990 roku wyjechał do Europy, do holenderskiej Rody Kerkrade. W ciągu dwóch sezonów Arnold strzelił 22 bramki. W 1992 przeszedł do belgijskiego RFC de Liège. W klubie z Liège grał dwa lata i strzelił 23 bramki. Sezon 1994–1995 rozpoczął w R. Charleroi S.C., po czym w połowie sezonu powrócił do Holandii do NAC Breda. Sezon 1995–1996 był najbardziej udany w karierze Arnolda, gdyż strzelił 16 bramek i zajął trzecie miejsce w klasyfikacji strzelców za Lukiem Nilisem i Mariano Bombardą. W 1997 roku wyjechał do Japonii do klubu Sanfrecce Hiroszima. Po roku powrócił do Australii do Northern Spirit, w którym zakończył karierę w 2001 roku.

## Kariera reprezentacyjna
Graham Arnold zadebiutował w reprezentacji Australii 23 października 1985 w wygranym 7-0 w meczu eliminacji Mistrzostw Świata 1986 z Chińskim Tajpej w Adelaide. Był to udany debiut, gdyż Arnold w 68 min. strzelił bramkę. W 1988 roku Arnold uczestniczył w Igrzyskach Olimpijskich w Seulu. W turnieju Australia dotarła do ćwierćfinału, gdzie odpadła z późniejszym zwycięzcą ZSRR. Arnold wystąpił we wszystkich czterech meczach Australii. W 1988 i 1989 uczestniczył w eliminacjach Mistrzostw Świata 1990.
W 1993 roku uczestniczył w eliminacjach Mistrzostw Świata 1994, w tym w decydujących, przegranych meczach barażowych z Argentyną. W 1997 roku po raz czwarty i ostatni uczestniczył w eliminacjach do Mistrzostw Świata 1998. Pierwszy mecz barażowy rozegrany 22 listopada 1997 z Iranem w Teheranie, był ostatni Grahama Arnolda w reprezentacji. Arnold wszedł w 89 min. meczu zakończonego remisem 1-1 za Harry’ego Kewella. Ogółem w latach 1985–1997 Arnold wystąpił w reprezentacji w 56 spotkaniach i strzelił 19 bramek.

## Kariera trenerska
Graham Arnold jeszcze będąc piłkarzem próbował swoich sił jako trener. Grając w Sydney United pełnił rolę grającego trenera w latach 1989–1990. Była to udana praca, gdyż doprowadził klub z Sydney do Mistrzostwa Australii w 1990 roku. Zaraz po tym sukcesie Arnold wyjechał do Europy i na kilka lat skupił się jedynie na karierze piłkarskiej. Po powrocie do Australii w 1998 został grającym trenerem Northern Spirit. Northern Spirit prowadził przez 3 lata nie odniósł jednak znaczących sukcesów w National Soccer League. Będąc grającym trenerem Northern Spirit został również asystentem selekcjonera reprezentacji Australii Franka Fariny. Pełniąc rolę asystenta selekcjonera Australia przegrała w barażu z Urugwajem awans do Mistrzostw Świata 2002.
Po zwolnieniu Fariny w 2005 roku Arnold pozostał w sztabie reprezentacji jako Holendra Guusa Hiddinka. Australia w 2005 roku w barażu o udział w Mistrzostw Świata 2006 wzięła rewanż na Urugwaju i po 32-letniej przerwie awansowała do finałów Mistrzostw Świata. Na Mundialu w Niemczech Australia wyszła z grupy po zwycięstwie 3-1 nad Japonią, remisie 2-2 z Chorwacją i porażce 0-2 z Brazylią. Był to pierwszy w historii awans do 2. rundy Mistrzostw Świata drużyny ze strefy Oceanii. W 1/8 Mundialu Australia przegrała 0-1 z późniejszymi Mistrzami Świata Włochami, tracąc bramkę w doliczonym czasie, po wątpliwym karnym.
Po odejściu po Mundialu Hiddinka Arnold został selekcjonerem reprezentacji Australii. W roli selekcjonera zadebiutował 16 sierpnia 2006 w wygranym 2-0 w meczu eliminacji Pucharu Azji 2007 z Kuwejtem. Z Australią awansował do finałów Pucharu Azji 2007. Na stadionach Wietnamu, Tajlandii, Malezji i Indonezji Australia awansowała do ćwierćfinału, gdzie przegrała w rzutach karnych z Japonią. Ostatni raz w roli selekcjonera Arnold prowadził reprezentację Australii 11 września 2007 w przegranym 0-1 towarzyskim meczu z Argentyną. Bilans jego kadencji to 14 meczów, 5 zwycięstw, 4 remisy i 5 porażek przy bilansie bramkowym 20-15.
Arnold nie pożegnał się całkowicie z reprezentacją, gdyż do 2009 roku pełnił rolę asystenta selekcjonerów Roba Baana i Pima Verbeeka. Obok pracy asystenta selekcjonera reprezentacji Arnold pełnił funkcję trenera Reprezentacji U-23 (Olimpijskiej). Awansował z nią na Igrzyska Olimpijskie w Pekinie. Na Igrzyskach Australia zremisowała 1-1 z Serbią oraz przegrała 0-1 z Argentyną i Wybrzeżem Kości Słoniowej i nie wyszła z grupy.
9 lutego 2010 Graham Arnold został trenerem występującego w A-League Central Coast Mariners. Arnold podpisał trzyletni kontrakt.
W 2018 został trenerem reprezentacji Australii (Socceroos), zrezygnował w 2024.
W maju 2025 został trenerem reprezentacji Iraku.